# テンギス湖
テンギス湖（Lake Tengiz、カザフ語: Теңіз көлі、ロシア語: Тенгиз）は、カザフスタン中央北部にある塩湖である。
ステップ地帯に位置するテンギス湖は鳥類にとって重要な湿地であり、近くのニシハイイロペリカンの生息地であるコルガルジン湖と共にラムサール条約登録湿地であるテンギス・コルガルジン湖系の一部である。テンギス湖ではオオフラミンゴ、カオジロオタテガモなどの318種の鳥類が記録されており、そのうち22種は危機に瀕している。この湖は、ナウルズム国立自然保護区とともに2008年にカザフスタンで初めてUNESCOの世界自然遺産に推薦されたコルガルジン国立自然保護区の一部である（サリャルカ）。
1976年10月16日、ソビエト連邦の宇宙船ソユーズ23号が凍った湖の北部に意図せず着水したが、難航を極めた救出作戦のおかげで、乗組員は無事だった。

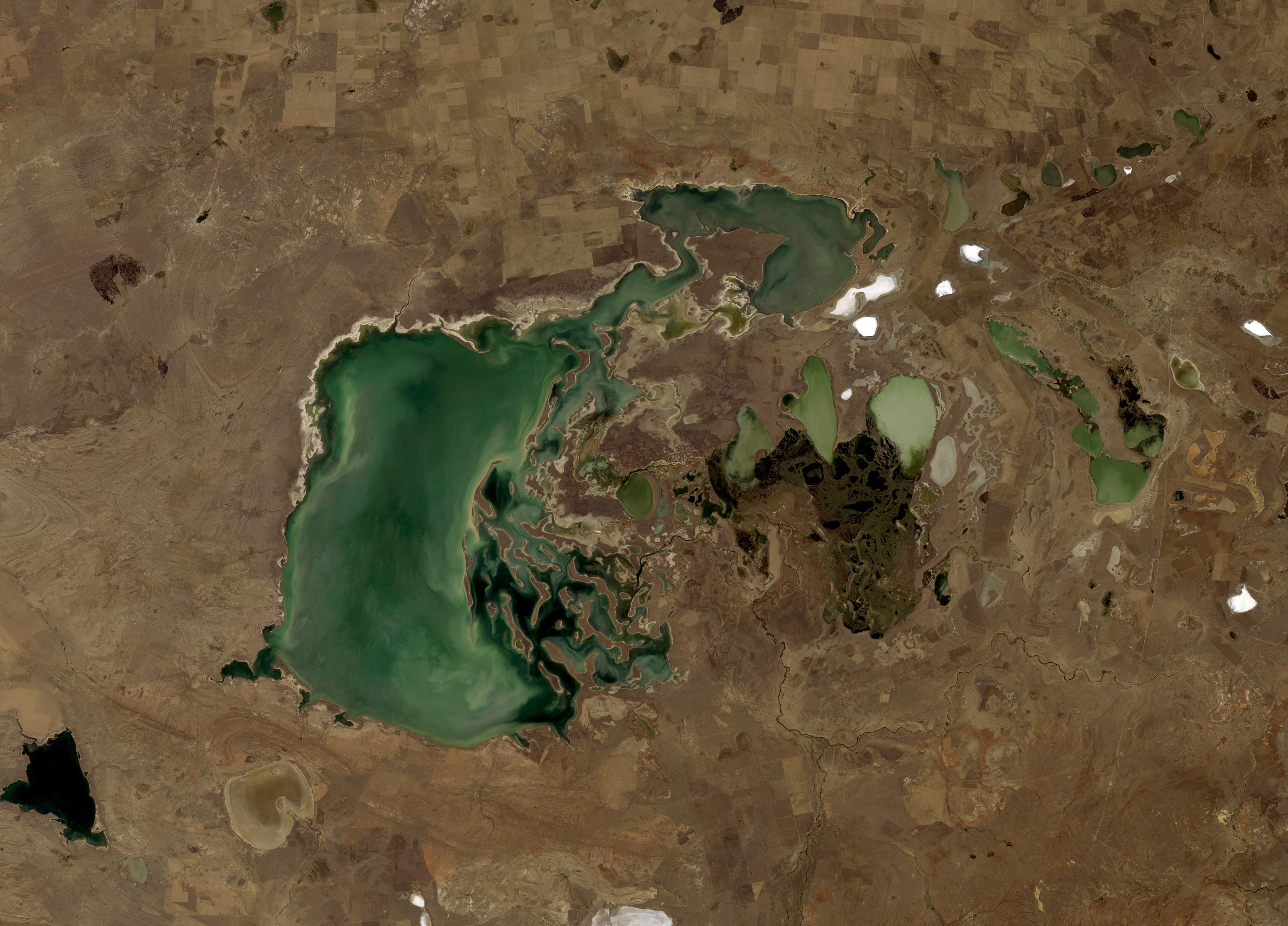
比較的水位が高い時期のテンギス湖 （1998年9月15日）

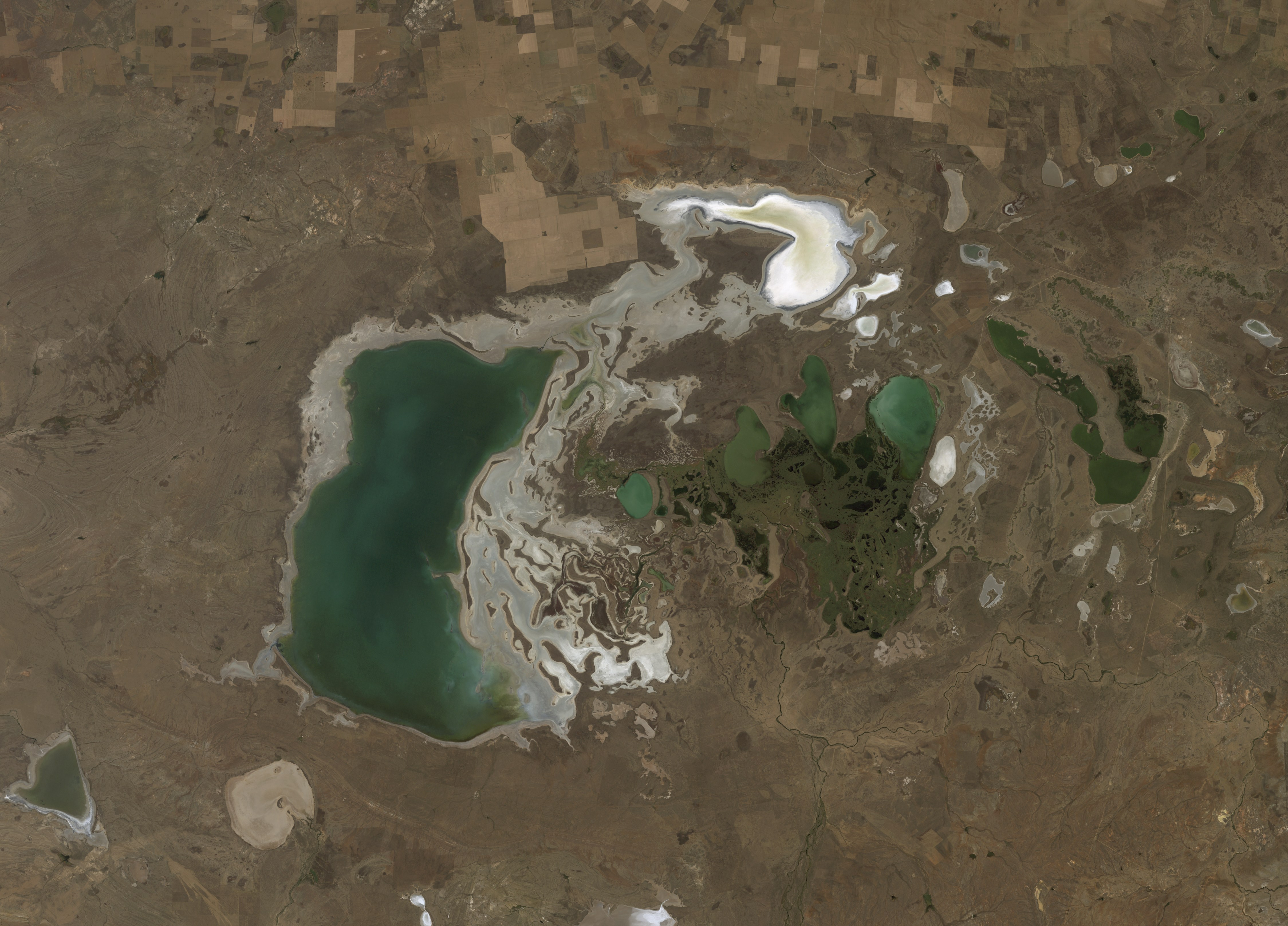
比較的水位が低い時期のテンギス湖 （2011年9月3日）、北東部が干上がっている。